# Transport Fever 3
Transport Fever 3 est un jeu en cours de développement annoncé pour 2026.

## Système de jeu
Le but du jeu, tout comme ses prédécesseurs, est de gérer des transports de passagers ainsi que de frets. Le jeu devrait proposer 250 modèles de véhicules.
Contrairement aux précédents opus le jeu prévoit un cycle jour-nuit.

### Campagne
Tout comme ses précédents opus, le jeu prévoit une campagne inspiré de faits réel.

### Environnements
Quatre environnements sont à prévoir, une carte tempérée, désertique et tropicaux, que l'ont retrouve déjà dans le deuxième volet de la série et une nouvelle carte subarctique.